# 杉永亮太
杉永 亮太（すぎなが りょうた、1992年6月29日 - ）は、日本の元ラグビー選手。

## プロフィール
- 長崎県出身。
- 現役時代のポジションはナンバーエイト(No8)、フランカー(FL)。
- 身長 184cm、体重 100kg
- ニックネームはスギ、りょうた。
- U20日本代表に選ばれたことがある[1]。

## 略歴
ラグビーは6歳から始めた。
2011年、長崎南山高校卒業後、帝京大学に入る。なお長崎南山高校時代、高校日本代表に選ばれた。
2015年、帝京大学卒業後、キヤノンイーグルス(現・横浜キヤノンイーグルス)に加入。同年1月21日に行われたジャパンラグビートップリーグ第2節のNTTドコモレッドハリケーンズ戦に途中出場で公式戦初出場を果たす。 
2023年、現役を引退した。